# NGC 1888
NGC 1888 (również PGC 17195) – galaktyka spiralna z poprzeczką (SBc/P), znajdująca się w gwiazdozbiorze Zająca. Odkrył ją William Herschel 31 stycznia 1785 roku. Wraz z sąsiednią galaktyką NGC 1889 została skatalogowana jako Arp 123 w Atlasie Osobliwych Galaktyk.